# Сын Степана Разина
Сын Степана Разина — безымянный фольклорный персонаж из разинского фольклора. Герой песен о сыне Разина, ряда преданий. Один из вариантов песни записал Александр Сергеевич Пушкин. Он же записал плач матери Степана Разина. В ранних версиях песен встречается персонаж по прозванию «сынок» — не кровный сын Степана Разина, а его последователь, эмиссар. Попав в руки врагов, он держится смело и гордо, прямо заявляет о преданности Разину, несмотря на то что ему грозит смерть.
В лице «сынка» Разина отражен не кровный сын, а последователь дела Разина-вольного казака, единомышленник, соратник. Не затихнув с казнью Разина, восстание продолжалось некоторое время именно под руководством этих «сынков» в разных местах России. 
В образе сына Разина отразились народные представления о Разине, его верности казачьему братству. В предании «Отрубленная голова» Степан Разин приносит в жертву Волге сына и золото.
Степан Разин громко говорил:

— Кому нужно золото? Кто будет золотом владеть?

Но все молчали, как вдруг сын Степана Разина, здесь стоящий, сказал:

— Мне нужно золото! Я хочу золотом владеть! Не думал Разин услышать от своего сына такие дерзкие речи. Только покосился в его сторону Разин и, не долго думая, взял из ножен саблю и отрубил ею голову своему сыну за эти слова его.

— Вот тебе золото! Возьми его и ступай с ним на самое дно Волги-матушки.

И приказал Степан Разин лодку с золотом затопить и погрузить на самое дно, а туда на золото положить отрубленную голову своего сына.
Смерть сына Разина предстает в песне «Ой, станы вы мои, вот мои станочики…»

## Прототип
Реальные прототипы для сына Степана Разина находятся для ранних версий песен, где говорится о «сынках» Разина — его эмиссарах. Один из таких порученцев был пойман в Астрахани, допрошен воеводой Прозоровским, подвергнут пыткам и повешен летом 1670 года.
Реальный и законный сын Степана Разина — Афанасий в 1684 году в сражении донских казаков против азовских татар был пленён и выкуплен войском.